# Pierre de Ronsard
Pierre de Ronsard (11 tháng 9 năm 1524 – 27 tháng 12 năm 1585) là nhà thơ Pháp thời Phục hưng, chủ soái của nhóm thơ La Pleiade (Thất tinh), là nhà thơ có sự ảnh hưởng đến sự phát triển của thơ ca Pháp hai thế kỉ sau đó.

## Tiểu sử

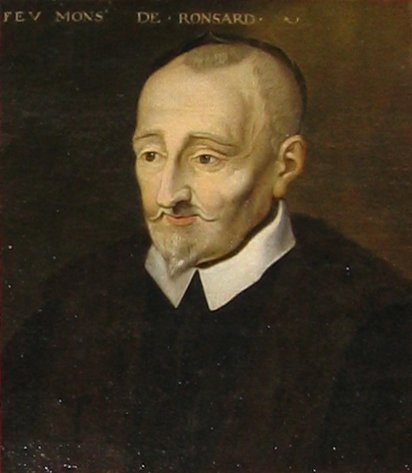
Chân dung Ronsard của một họa sĩ khuyết danh

Pierre de Ronsard sinh ở Manoir de la Possonnière. Học ở Collège de Navarre, Paris, trở thành thị đồng của các con trai rồi các con gái của vua François I của Pháp. Sau đó ông làm thư ký cho Lazare de Baïf, được sang Scotland và Anh. Trong lần đi sang Anh, ông làm quen với nhiều nhà văn, nhà thơ nổi tiếng nhưng cũng trong thời gian này ông bị bệnh nặng, tai bị điếc. Kể từ đây ông tập trung sức lực cho thơ ca.
Ronsard làm thơ nhiều thể loại nhưng nổi tiếng nhất là những bài thơ tình viết về những người đẹp. Chính những tập thơ tình này mang lại vinh quang cho ông thời đó và vẫn rất nổi tiếng đến ngày nay. Trong thơ của Ronsard có rất nhiều phụ nữ nhưng có ba người nổi tiếng nhất: Cassandre, Marie, Hélène. Đấy là những người phụ nữ trong đời thực chứ không phải là những nhân vật tưởng tượng. Năm 20 tuổi Ronsard gặp người đẹp Cassandre, rồi sau đấy chỉ gặp lại có một lần, vậy mà nhà thơ đã viết tặng người đẹp này Le Premier Livre des Odes (Quyển thơ tình thứ nhất) gồm hơn 400 bài thơ. Le deuxième Livre des Odes (Quyển thơ tình thứ hai), nhà thơ viết về người con gái có tên là Marie. Marie là một thôn nữ. Hình tượng Marie không còn cái vẻ đài các quý tộc như Cassandre mà giản dị, gần gũi hơn. Những năm tháng ở tuổi trung niên nhà thơ lại choáng váng vì một mối tình với người đẹp Hélène, một cô gái quý tộc trẻ hơn nhà thơ 30 tuổi. Ngoài đời thực Hélène là một cô gái xinh đẹp, kiêu kỳ và đỏng đảnh. Pierre de Ronsard đã dành tặng người đẹp này, như ông viết, một Odyssey bằng thơ sonnet.
Ronsard là người thổi một luồng gió mới vào thơ ca Pháp. Ông là người đầu tiên đưa thiên nhiên và tình yêu vào thơ ca, đồng thời là người đổi mới hình thức lẫn ngôn ngữ thơ. Các nhà phê bình gọi Ronsard là ông tổ của thơ trữ tình Pháp. Thơ tình của Pierre Ronsard được dịch nhiều ra tiếng Việt trong thời gian gần đây.

## Tác phẩm
- Odes, 1550-1553
- Amours (Thơ tình, 1552)

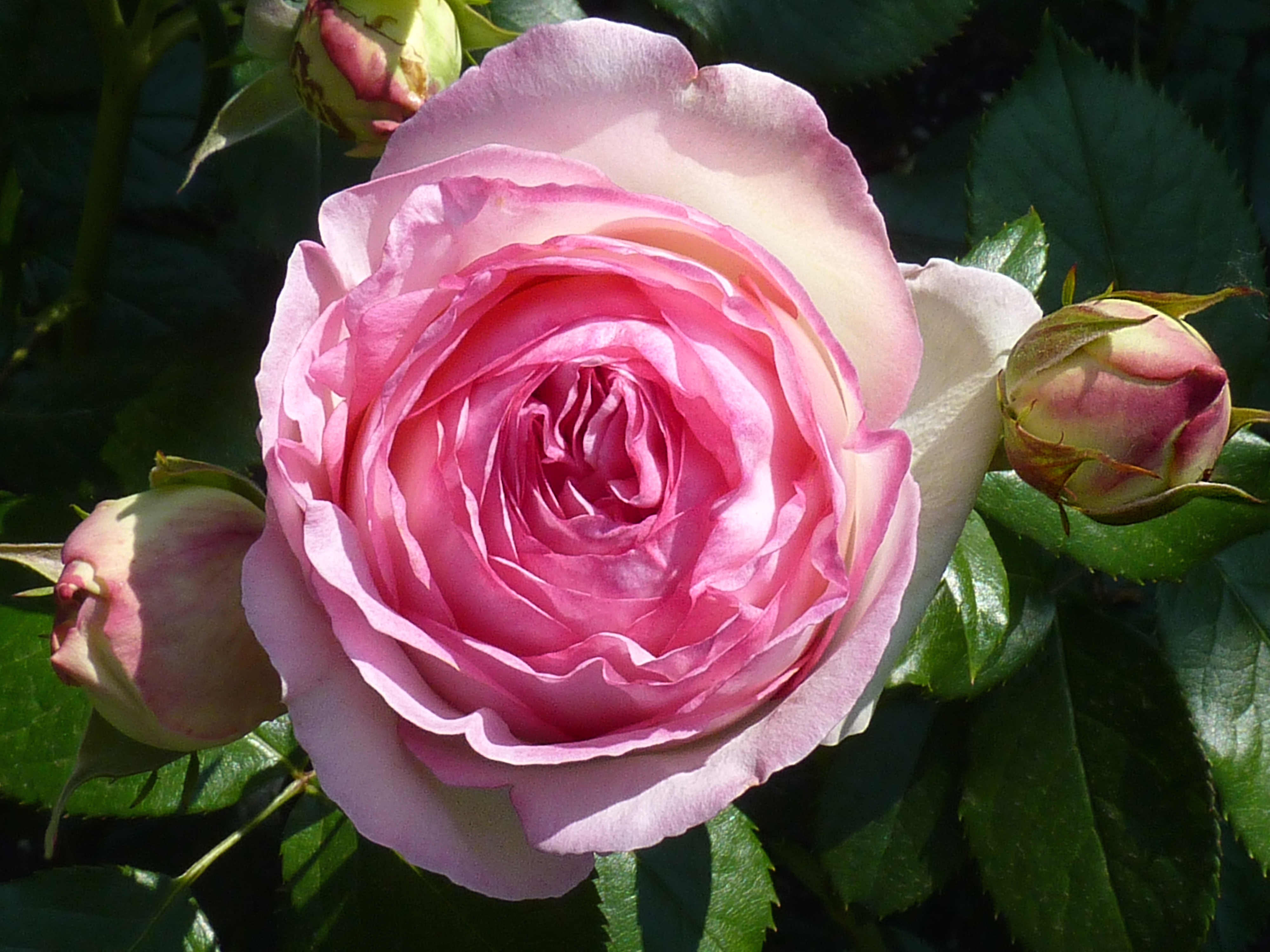
Hoa hồng "Pierre de Ronsard"

- Continuations des Amours (Tiếp tục vẫn thơ tình, 1555)
- La Franciade, 1572, trường ca sử thi
- Sonnets pour Hélène (Những bài sonnet gửi Hélène, 1578)
- Các tuyển tập tác phẩm:
- Oeuvres, 1560
- Œuvres complétes, t. 1-18, P., 1914-67
- Œuvres complètes, [v. 1-2, P., 1958
- Ronsard poéte lyrique, 3 éd., P., 1932
- Ronsard fra ali astri delle Pleiade, Torino

## Một vài bài thơ
| Tình yêu và chiến tranh Thần tình yêu cũng giống thần chiến tranh Cả hai thần đều sống nhờ trận mạc. Một can đảm giữa thanh thiên bạch nhật Một thần kia đi bí mật đường mình. Một thần hiên ngang đánh chiếm tung hoành Còn thần kia chỉ chui vào lặng lẽ Cả hai thần không sợ gì xấu hổ Đã thế còn vật chiếm được coi khinh. Một thần giương cung để bắn người tình Thần giương cung bắn kẻ địch của mình Thần yêu nước, thần kia yêu nước mắt Cả người lính, người tình đều khao khát Đều nóng lòng muốn được lập chiến công Muốn đánh nhau đến hơi thở cuối cùng. Nếu anh là thần Nếu anh là thần thì em sẽ là tiên Trước cung điện gọi về con sóng dữ Anh gọi em là nàng tiên bất tử Khoác lên đầu vương miện của đại dương. Nếu anh là vua thì em sẽ bà hoàng Trên kiệu vua nghe những lời khen ngợi Ngựa phóng nhanh từ đâu cơn gió nổi Mái tóc vàng để ngọn gió mơn man. Nhưng anh không là vua, không phải thánh thần Anh sinh ra là để phụng thờ em Mọi lời em với anh đều đúng cả Em là nỗi đau, là cuộc đời anh đó Hãy yêu anh cho anh trở thành thần Trở thành ông vua hạnh phúc, giàu sang. Giọng tình yêu Ngày hôm qua em bảo với tôi rằng Em không thích những bài thơ bóng bẩy Những bài thơ lạnh lẽo mà trong đấy Không có van nài, tuyệt vọng, đau thương. Lúc rảnh rang thường em vẫn thích hơn Những câu thơ của tôi đầy ai oán Bởi giọng tình yêu đớn đau, sầu thảm Gợi cho em những cao thượng trong hồn. Như cạm bẫy những lời em lôi cuốn Quên giận hờn tôi đi tìm đồng cảm Nhưng mà tôi trả giá cuộc đời mình Để trên thơ từ đôi mắt gượng gạo Sẻ rỏ xuống giọt nước mắt cá sấu Trước khi lấy đời của kẻ cả tin. Vội hái nụ hoa đời Khi mà em đã về gặp tuổi già Ngồi một mình buổi chiều bên lò sưởi Em đọc những dòng thơ và nhớ lại: "Những ngày xưa thơ đã viết Ronsard". Và tôi như nhà thi sĩ tài hoa Cho nữ tỳ đem tên tôi khen ngợi Em không ngủ và em quên mệt mỏi Nghe những lời ca tụng của người ta. Còn tôi ngủ yên giấc ngủ muôn đời Tình chỉ là sự quên lãng mà thôi Nhưng còn em những đêm dài không ngủ Em buồn rầu nhớ lại những lời tôi. Chớ miệt thị tình yêu mà hãy nhớ Giữa mùa xuân vội hái nụ hoa đời. | Khổ sở vì yêu Một buổi chiều khi còn lại mình em Ngồi lặng lẽ trầm ngâm em mơ ước Em nghĩ gì chỉ có trời biết được Có vẻ như trong giấc mộng êm đềm. Trong lặng yên anh đáp lại tình em Muốn xua đi nỗi buồn em yêu mến Dù sợ hãi vẫn nhà em anh đến Nhưng giọng run run đã phản bội anh. Ánh mắt của em anh chẳng dám nhìn Trước mặt em anh chỉ biết lặng im Nhưng tay chân lại vô cùng lóng ngóng Và hơi thở tưởng chừng như đứt quãng Chỉ nỗi buồn và gương mặt xanh xao Muốn nói rằng anh khổ sở biết bao. Tình kỳ diệu Ôi tình yêu, tình kỳ diệu biết bao Bên người yêu chẳng lúc nào im bặt Tôi nói hết chuyện trên trời, dưới đất Dẫu suốt đêm cũng không chán tý nào Nhưng bỗng nhiên có ai đấy ghé vào Thì lời nói, nghĩ suy liền đổi khác Câu lẫn lộn, ý tứ bay đâu mất Lưỡi cứng đờ, lời ấp úng, nghẹn ngào. Khách ra đi tôi trở lại lúc đầu Dễ đùa vui, nói năng nghe hoạt bát Dễ tìm ra những lời âu yếm nhất Tôi vội vàng đi kể chuyện cho em Chỉ hai người dù ngồi đế trăm năm Và thấy tiếc dù rời nhau chốc lát. Sao em xua đuổi tình yêu Chẳng lẽ em lại tàn nhẫn thế sao? Xua đuổi tình, em không hề vui vẻ Em hãy nhìn – dù sang bầy chim sẻ Chim ác là hay sáo đá, bồ câu. Ánh bình minh lo thức dậy cho mau Để vuốt ve ngày dài thêm một chút Cây tơ hồng bám chặt vào cây cột Sông, biển, rừng đều nhắc đến tình yêu. Chú bé chăn trâu từ sáng đến chiều Chỉ hát hoài một bài hát tình yêu. Ai cũng yêu, tất cả đều vui vẻ Ai cũng muốn nhận về và mong chia sẻ Vậy thì sao em một mực khăng khăng Xua đuổi tình yêu, em không chịu đầu hàng? Tình là cuộc chiến tranh Biết bao lần ta đã giận hờn nhau Rồi làm lành nhưng rồi ta lại vẫn Thương rồi giận, kẻ chủ trò nghịch ngợm Thần tình yêu công và tội như nhau. Và cứ lặp đi, lặp lại thật nhiều Gần rồi xa, bằng lòng rồi từ chối Rồi cam kết chỉ trong giờ ngắn ngủi Tất cả là triệu chứng bệnh tình yêu. Ông trời đan xen từ thuở xa xưa Mâu thuẫn tình yêu không thiếu, không thừa Giận và thương tất cả đều bình đẳng Cùng hoà quyện hy vọng và thất vọng Tình yêu quả là một cuộc chiến tranh Khốc liệt, dài lâu rồi lại hoà bình. | Nàng thơ Chia tay em tôi ngơ ngẩn làm sao Trên cổ tôi ai đặt vào gánh nặng Dù tôi cố hết sức ra tôi quẳng Nhưng thiên nhiên người lại lấy đặt vào. Thiếu tình yêu – tôi tấm vải nát nhàu Chỉ yêu vào tôi thấy người khoẻ mạnh Lòng rộn ràng và nàng thơ lại đến Lại xôn xao những ý nghĩ trong đầu. Nguồn cảm hứng cho Ronsard sáng tạo Sẽ còn mãi đến muôn đời con cháu Thề có trời, tôi chỉ hát về em! Gương từ xưa người đời mãi không quên Sắc đẹp và phẩm hạnh của Helène Từng cảm hứng cho Hôme sáng tạo. Gửi Amadis Jamyn Ba thời gian từ lúc ta sinh ra Có hiện tại, tương lai và quá khứ Ngày mai, than ôi! - biết gì đâu chứ Tốt nhất đừng thiên kiến, chớ đoán mò. Hôm qua đã đi như một giấc mơ Và mãi mãi không còn quay về nữa Chưa đến tương lai, không còn quá khứ Chỉ mình ta làm chủ phút giây này. Hãy nắm bắt, hãy biết sống hôm nay Bởi thời gian vút qua như chiếc bóng Bên chén rượu, quây quần quanh bè bạn Một lần thôi hãy quý phút giây này Hãy hát tình yêu, uống rượu và vui Xua chiến tranh, nỗi buồn và cay đắng. Em đừng giả tảng Để người ta kiên nhẫn phụng thờ em Em hãy yêu chứ em đừng giả tảng Cho ngọn lửa tình yêu bừng toả sáng Và lời yêu sẽ thành thật cất lên. Em hãy vui tươi, ngoan ngoãn, dịu hiền Trả lời thư và hỏi thăm tình cảm Còn ở nơi thư và lời bị cấm Thì mắt nói thay tình cảm của em. Ngày một trăm lần xem trộm tấm hình Rồi hôn lên, rồi ép vào trong ngực Hồn và xác hai người hoà làm một Biết dõi theo từng nhịp đập con tim Để tình yêu thực sự sẽ nảy mầm Chứ không phải chỉ yêu trong tưởng tượng. Thứ đồ không bền vững Một bó hoa tươi tôi gửi cho nàng Những bông hoa đã qua giờ đẹp nhất Giá mà tôi ngày hôm nay không ngắt Thì ngày mai hoa cũng sẽ héo tàn. Nhắc cho nàng nghĩ đến cách hoa tươi Rằng sắc đẹp thứ đồ không bền vững Ngày hôm nay dù lung linh toả sáng Vẫn qua mau như mọi thứ trên đời. Cuộc đời trôi, cuộc đời trôi, ma Dame Không phải đời! Ta trôi qua thời gian Lòng âu yếm ở đời không khỏi chết. Ta đem cản lại thời gian khắc nghiệt Những đêm thanh ta dâng hết cho tình Hãy yêu nhau ta đang có ngày xanh. Bản dịch của Nguyễn Viết Thắng |